# Acrocarpus fraxinifolius
Acrocarpus fraxinifolius là một loài thực vật có hoa trong họ Đậu. Loài này được Arn. miêu tả khoa học đầu tiên.

## Medias

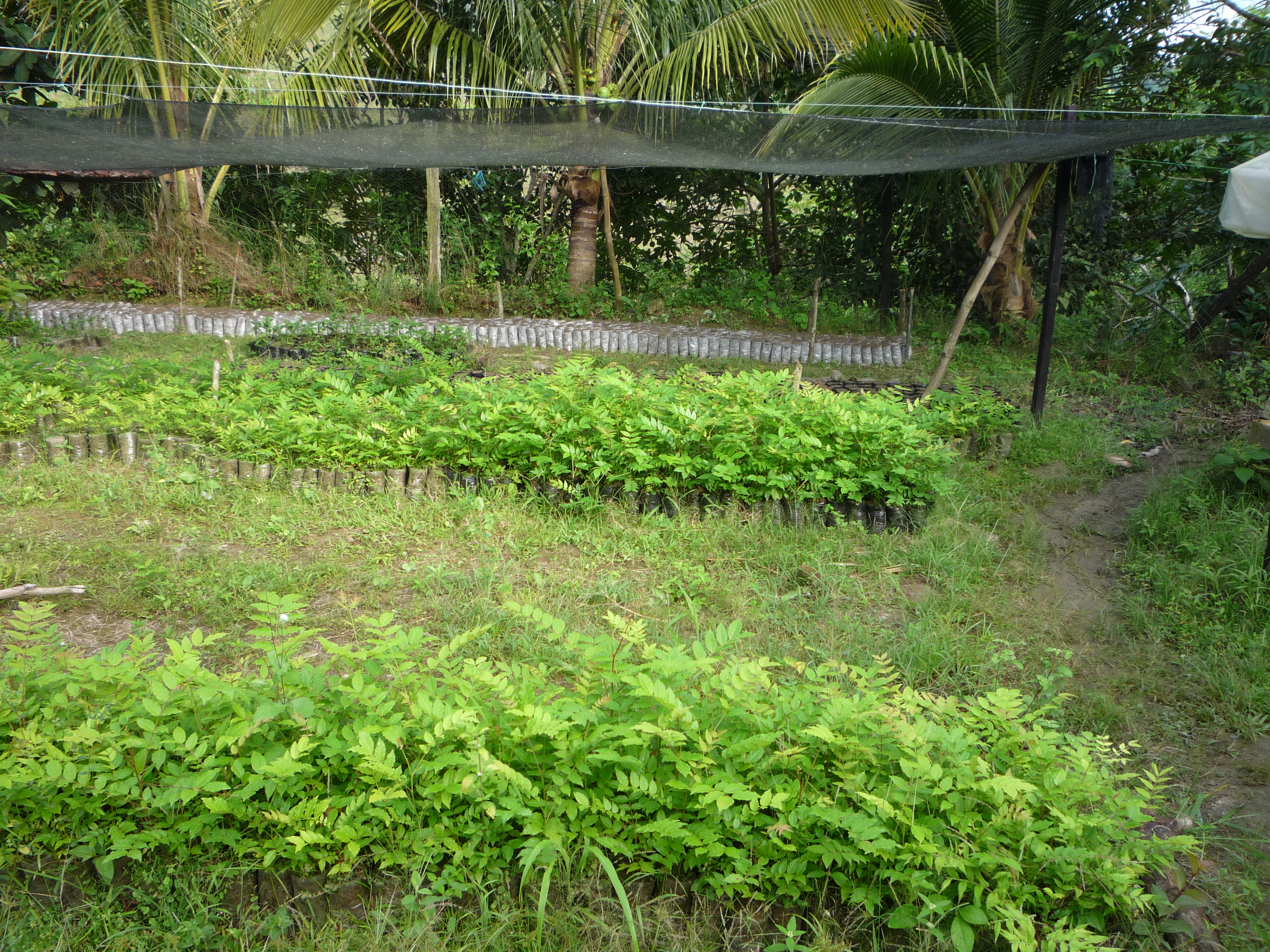
Seedling
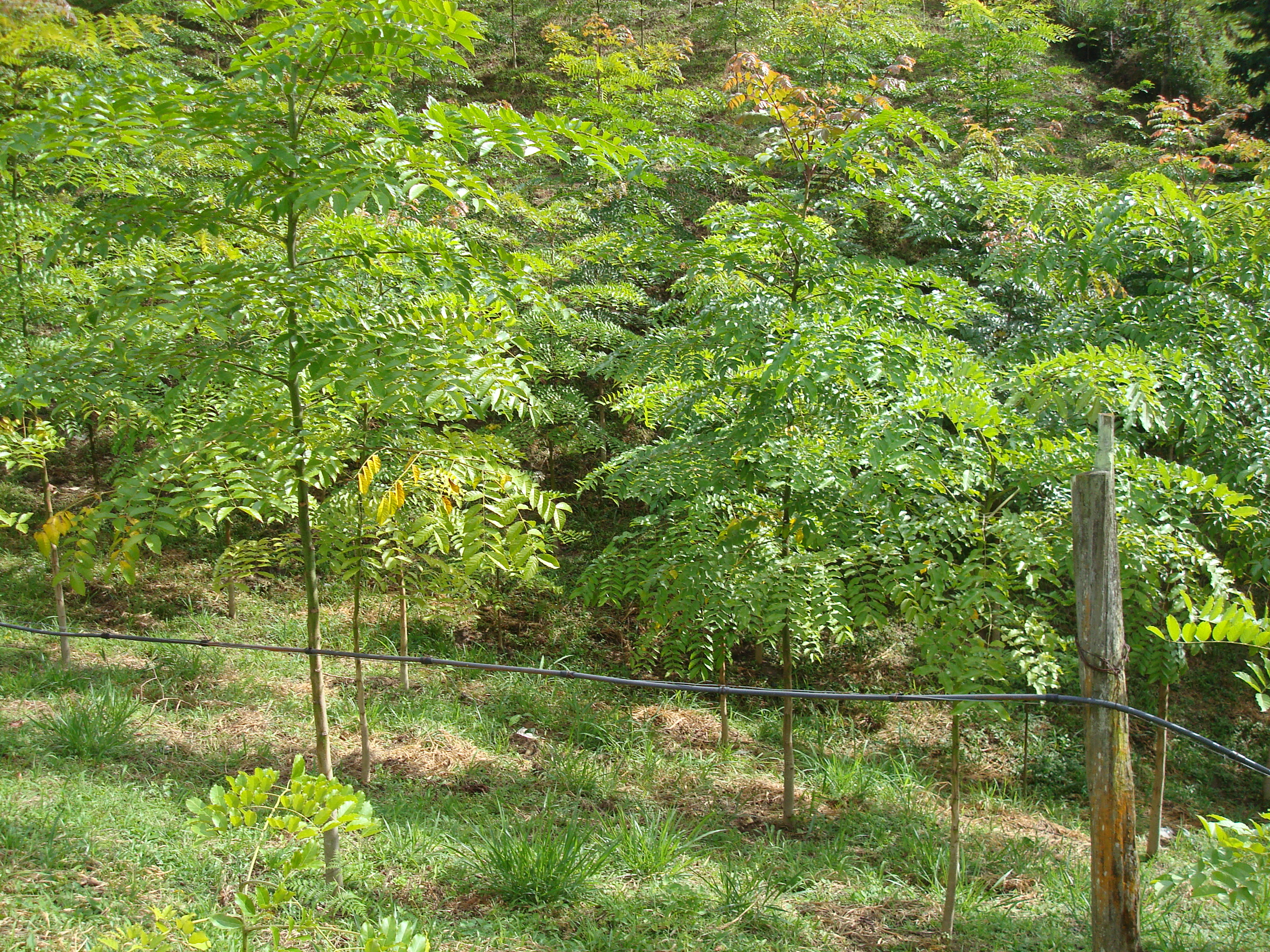
Young trees
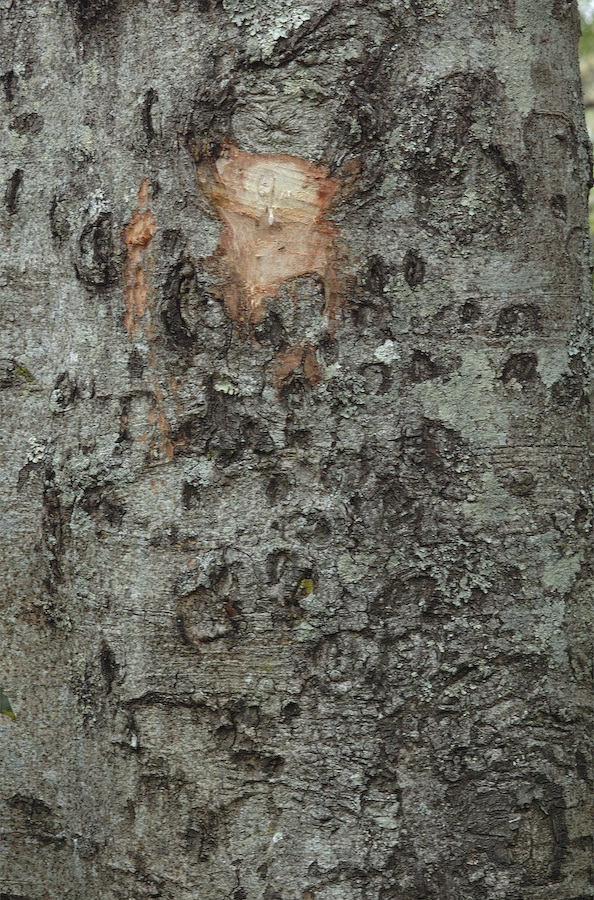
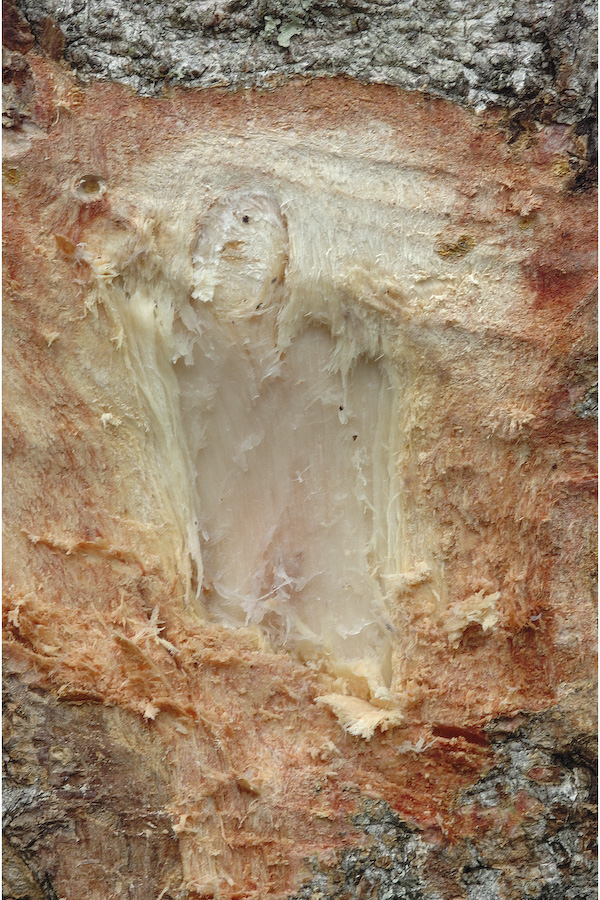
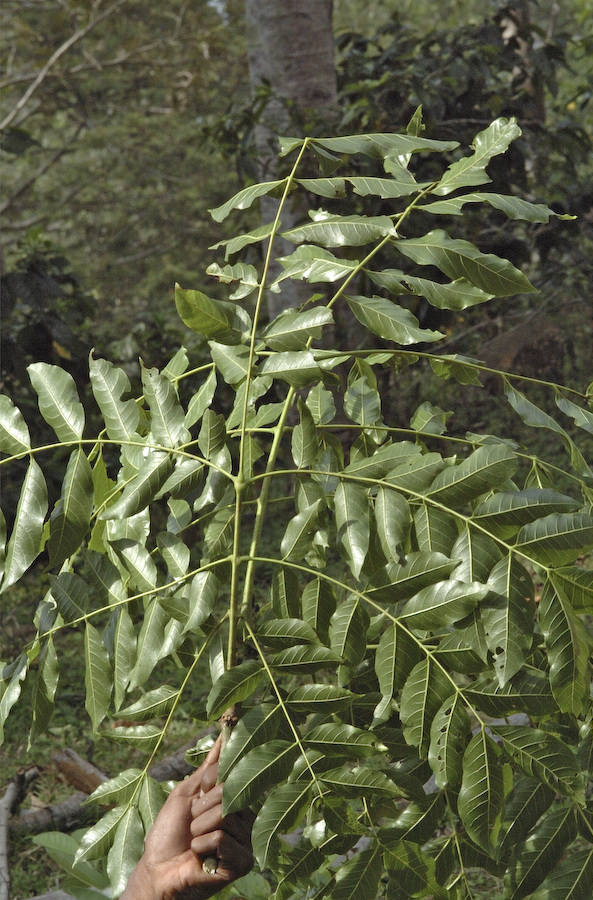
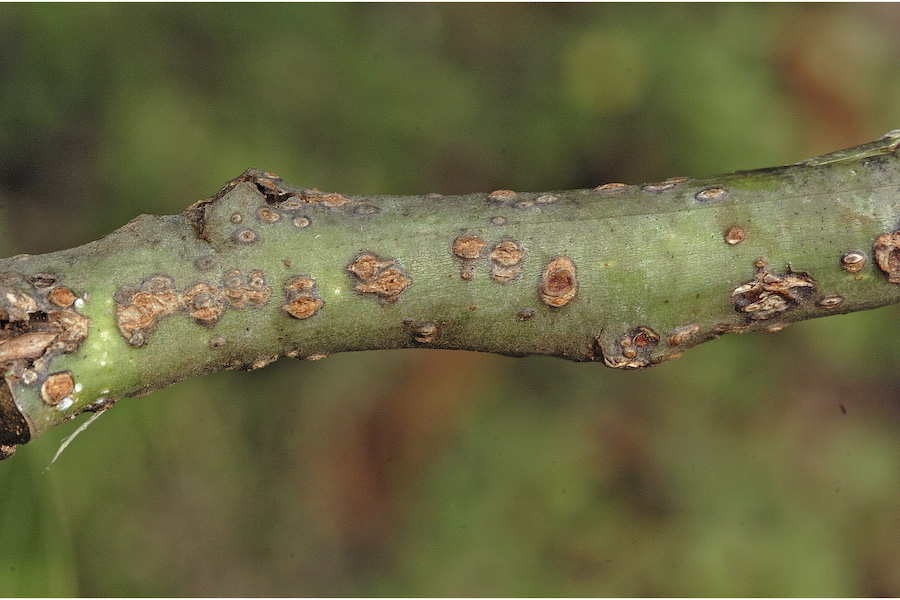
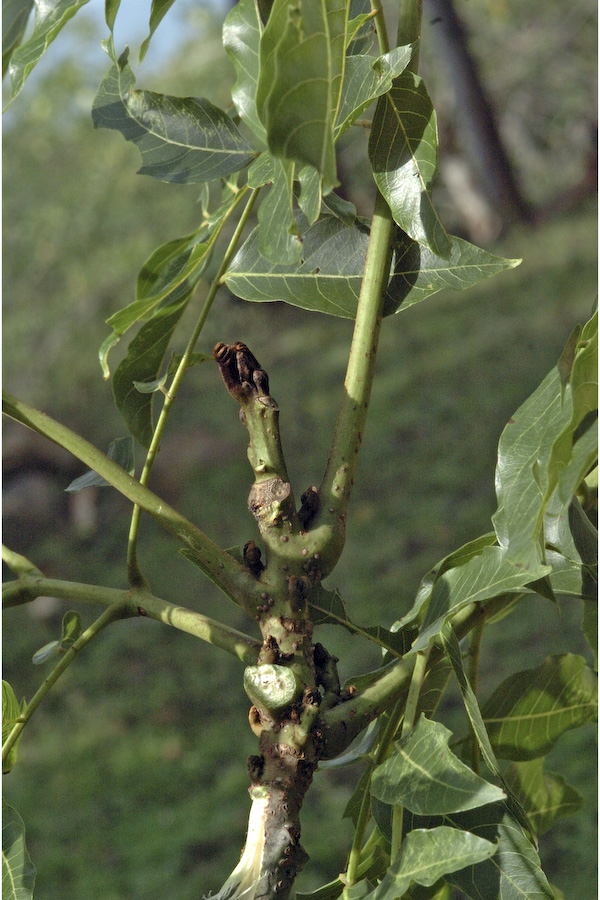
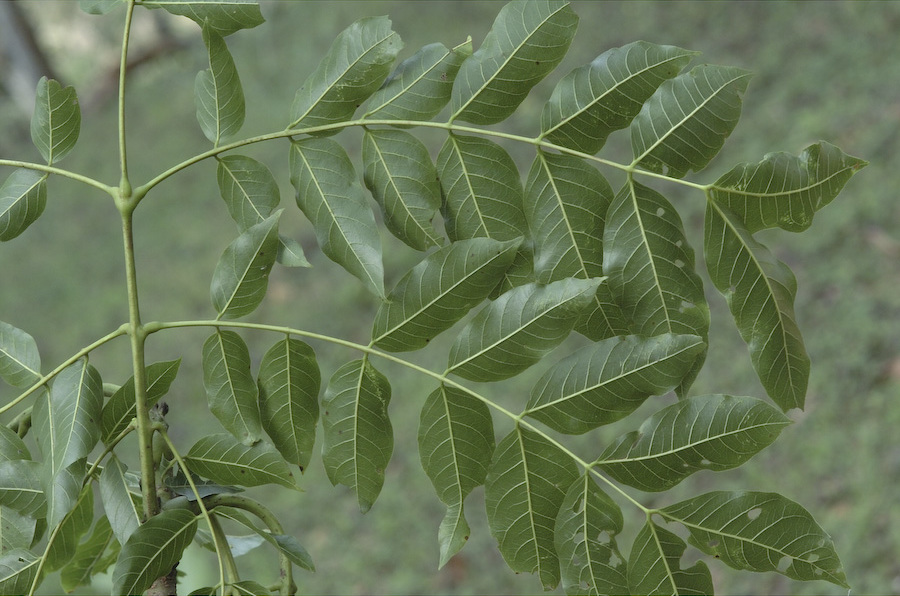
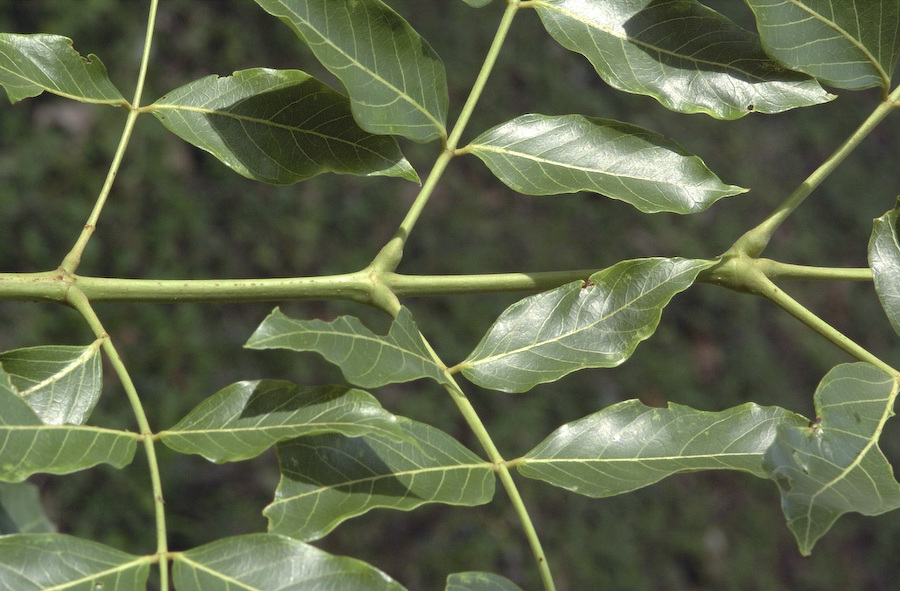
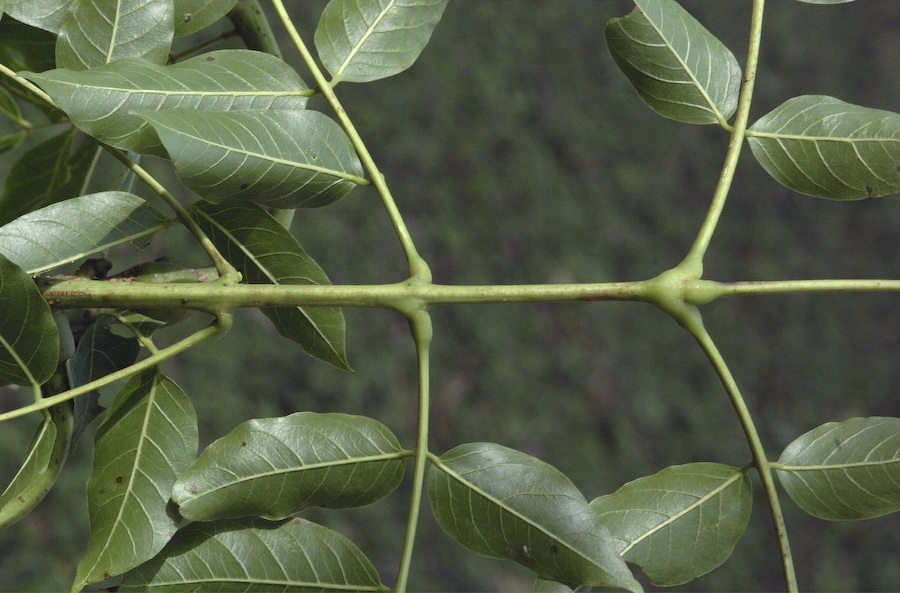
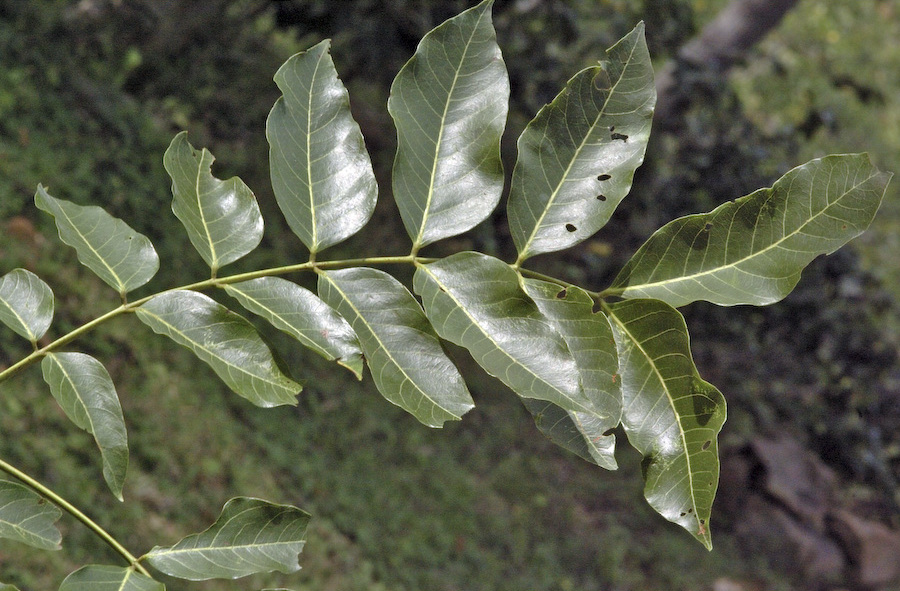
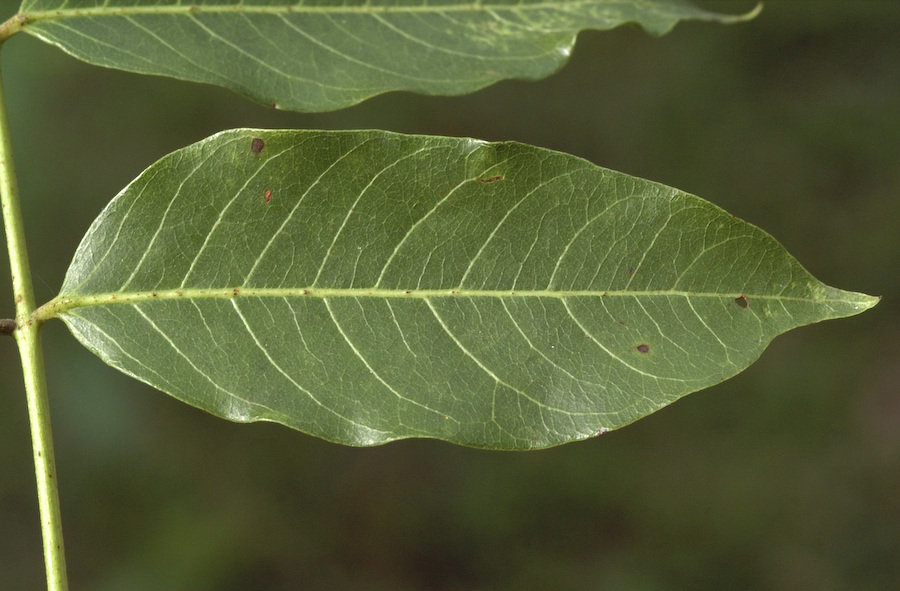
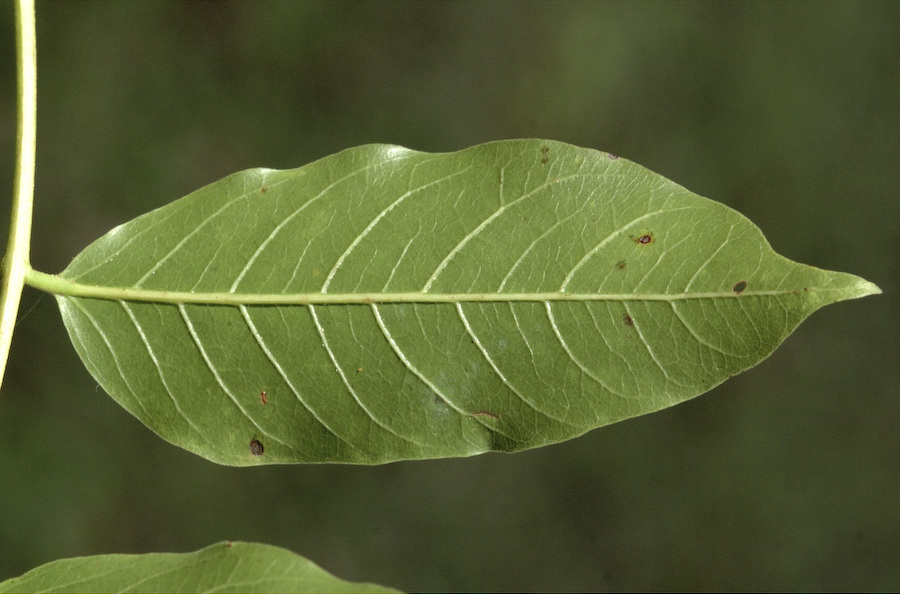
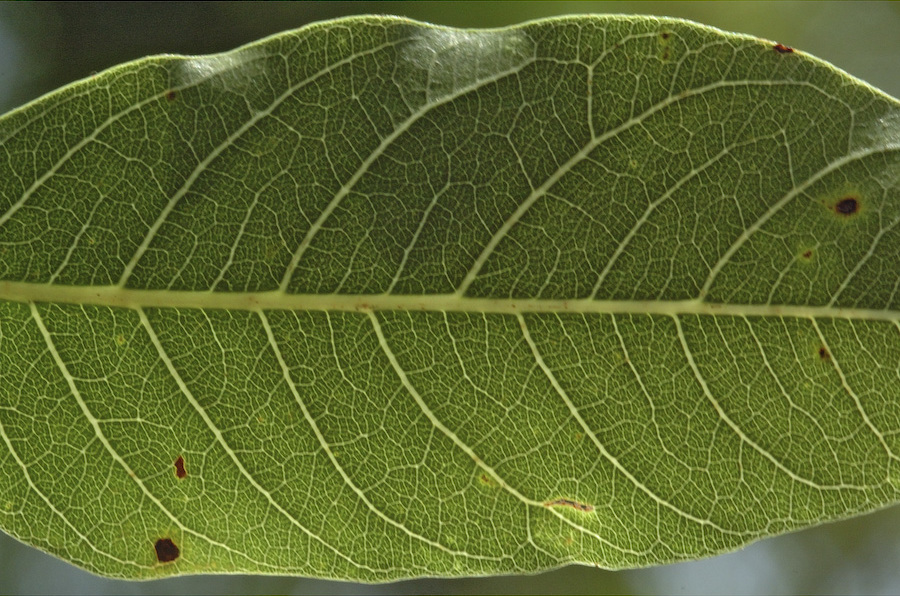